# SGR 1806-20

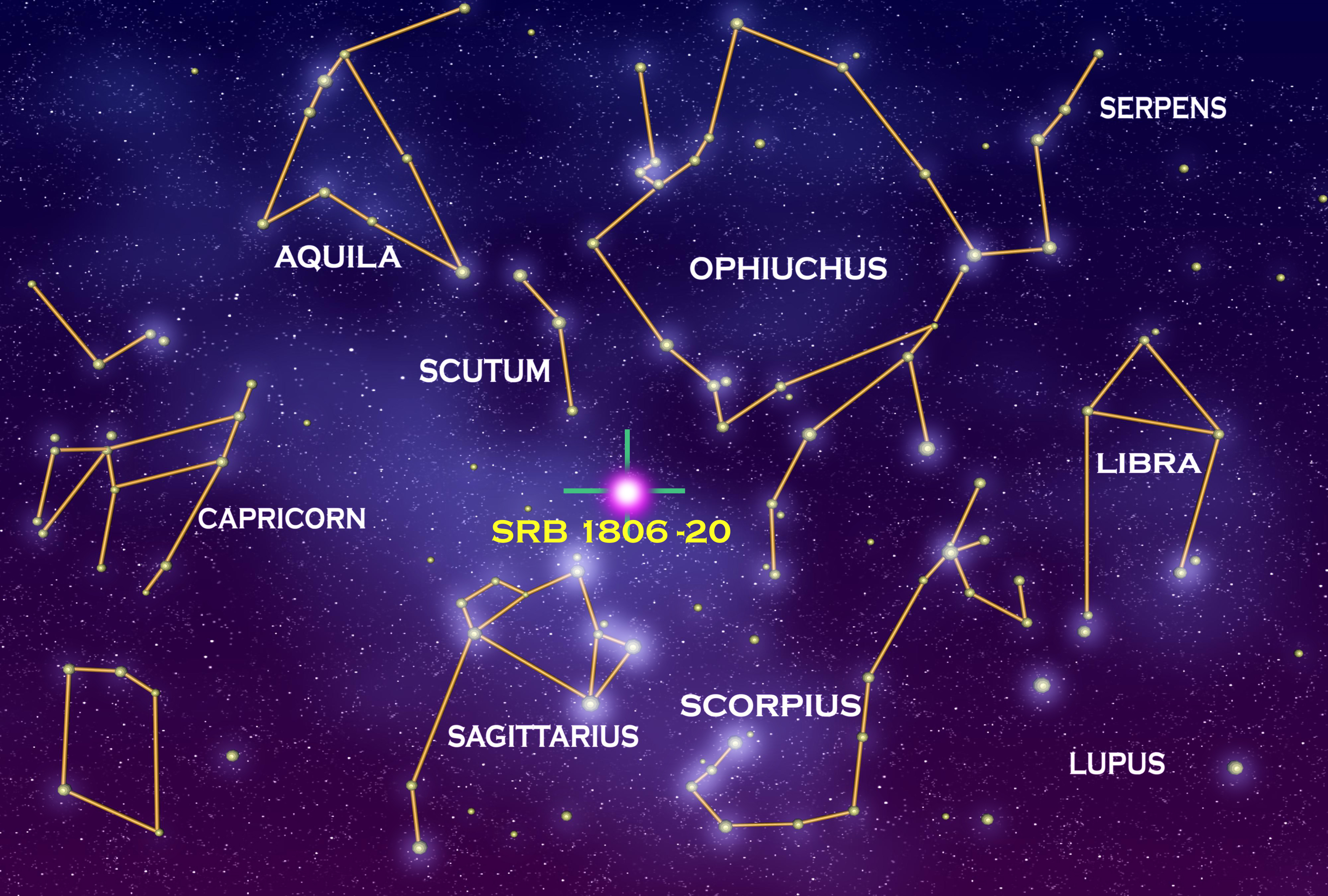

SGR 1806-20 é um magnetar, um tipo particular de estrelas de nêutrons. Descoberto em 2002, foi identificado como um repetidor de raios gama mols, o SGR, do inglês soft gamma repeater. SGR 1806-20 está localizado a 14,5 quiloparsec (aproximadamente 50 000 anos-luz) da Terra, na constelação de Sagittarius. Tem um diâmetro de não mais de 20 quilômetros, e completa uma rotação sobre seu eixo vertical a cada 7,5 segundos (aproximadamente 30 000 km/h na superfície). No começo de 2007, SGR 1806-20 foi classificado como o objeto mais magnético registrado, sendo que seu campo magnético possui uma intensidade de superior aos 1015 gauss (comparado com o campo magnético do Sol, que possui entre 1 e 5 gauss de intensidade).